# Giovanni Boldini
Giovanni Boldini (Ferrara, 31 de diciembre de 1842 - París, 11 de enero de 1931) fue un pintor italiano de género y retratos que trabajó en París la mayor parte de su carrera.

## Biografía
Boldini fue el octavo de los trece hijos de Antonio y Benvenuta Caleffi. Su padre, nativo de Spoleto, era pintor de matriz purista, alumno de Tommaso Minardi (1787 - 1871), y restaurador. Se dice que, dotado de notable técnica, hacía buenas copias de obras de Rafael y de paisajistas venecianos. De su padre recibió Zanin (como era conocido familiarmente Giovanni) las primeras enseñanzas de dibujo. 
En Ferrara frecuenta desde 1858 los cursos de pintura de Girolamo Domenichini (1813 – 1891), autor de los frescos, de tradición académica, del Teatro local, y de Giovanni Pagliarini (1809 – 1878), que se impartían en el Palacio de los Diamantes. Tuvo también la oportunidad de conocer bien in situ a los grandes pintores ferrareses del Quattrocento, además de Dosso Dossi y el Parmigianino.

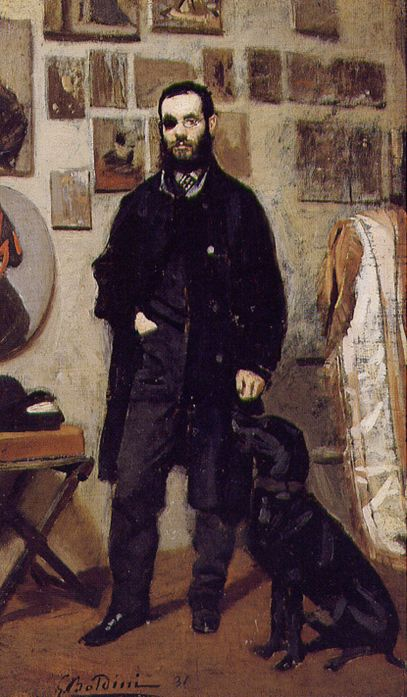
Giuseppe Abbati, 1865.

Su primera obra importante fue Il cortile della casa paterna, (El patio de la casa paterna), un óleo fechado en el año 1855. Le siguen, fechados a fines de la década de 1850, un Autorretrato a los dieciséis años y los retratos de su hermano Francesco, de Maria Angelini y de Vittore Carletti.

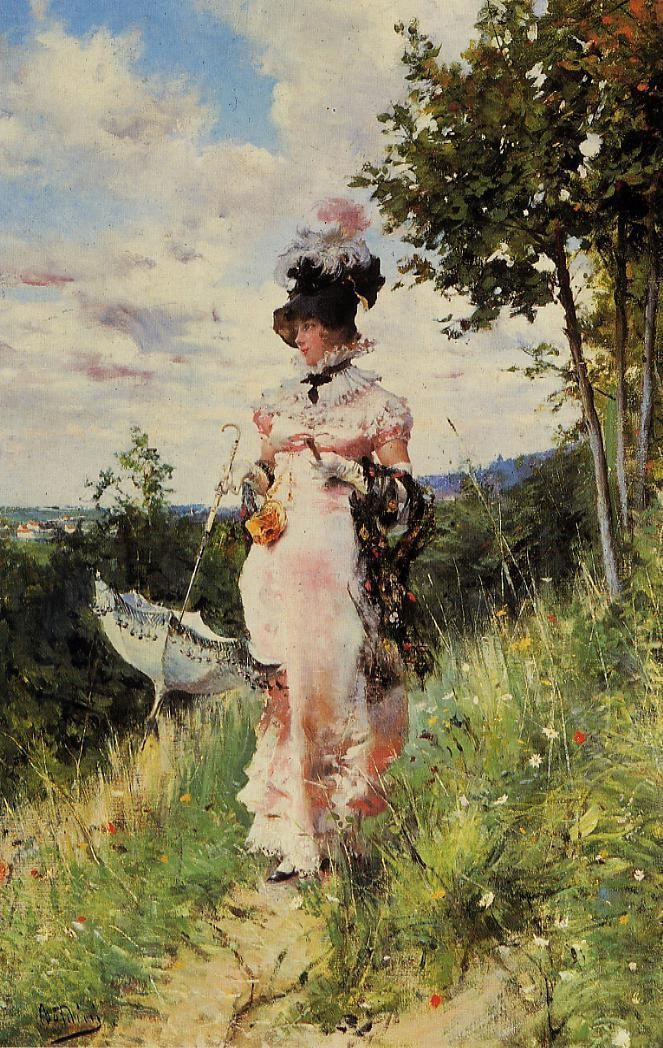
Paseo de verano, 1873.

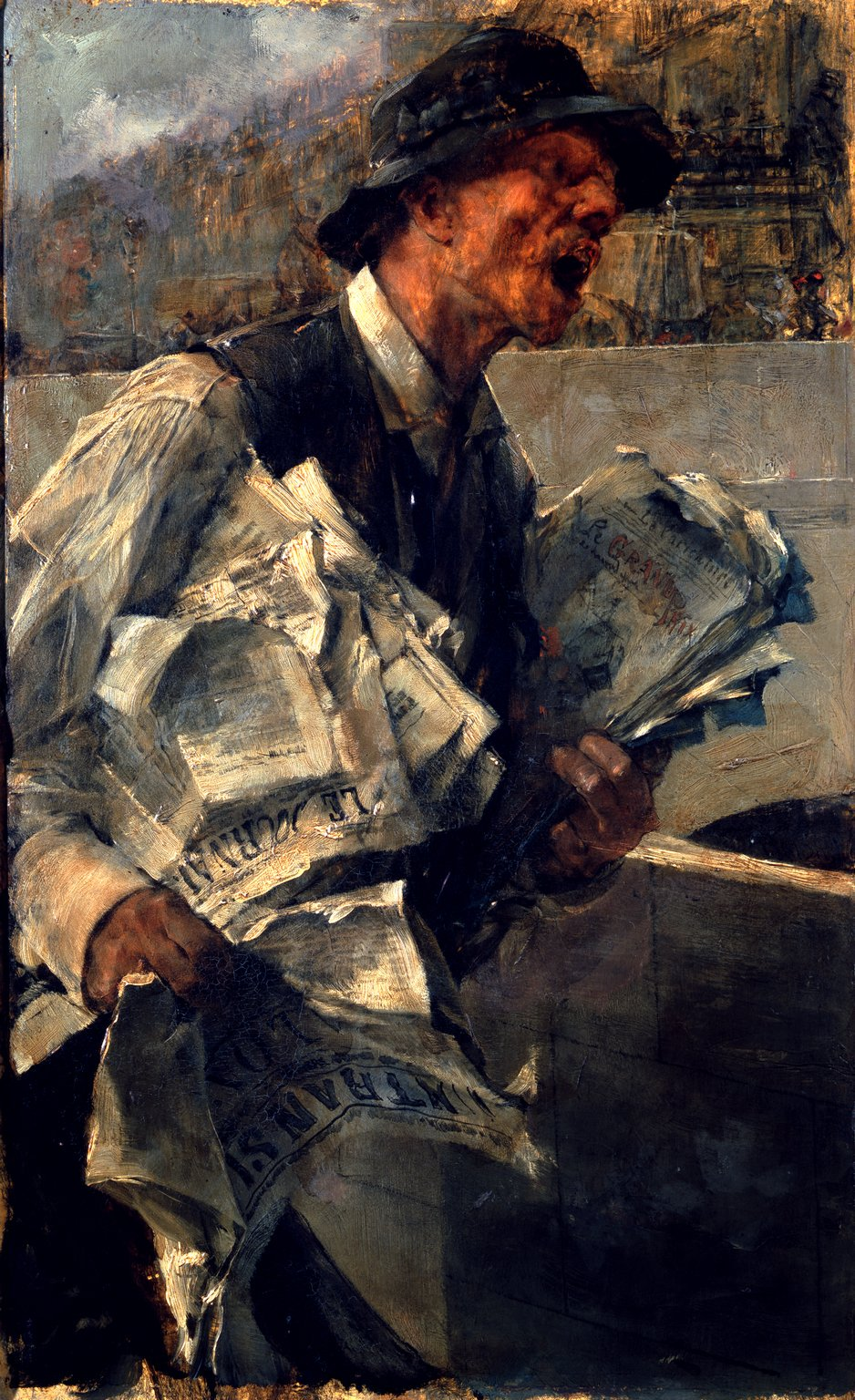
Repartidor de periódicos en París, 1880.

En 1862 se inscribe en la Academia de Bellas Artes de Florencia, donde fue alumno de Stefano Ussi (1822 - 1901) y de Enrico Pollastrini (1817 - 1876). Frecuenta el conocido lugar de encuentro de los artistas florentinos, el Caffè Michelangiolo, donde conoce a Giovanni Fattori, Odoardo Borrani, Telemaco Signorini, Cristiano Banti, del cual es huésped en sus villas de Montorsoli y de Montemurlo, y Michele Gordigiani (1830 - 1909) y ya manifiesta su interés, que no abandonará jamás, por los salones elegantes de la aristocracia y de la burguesía, siendo huésped de la familia Falconer, para los que decora con témpera en seco, entre 1867 y 1870, las paredes de una salita de su villa en Pistoia, "La Falconiera". La villa será comprada en 1938 por la viuda del pintor y en ella se guardan aún un centenar de sus obras.

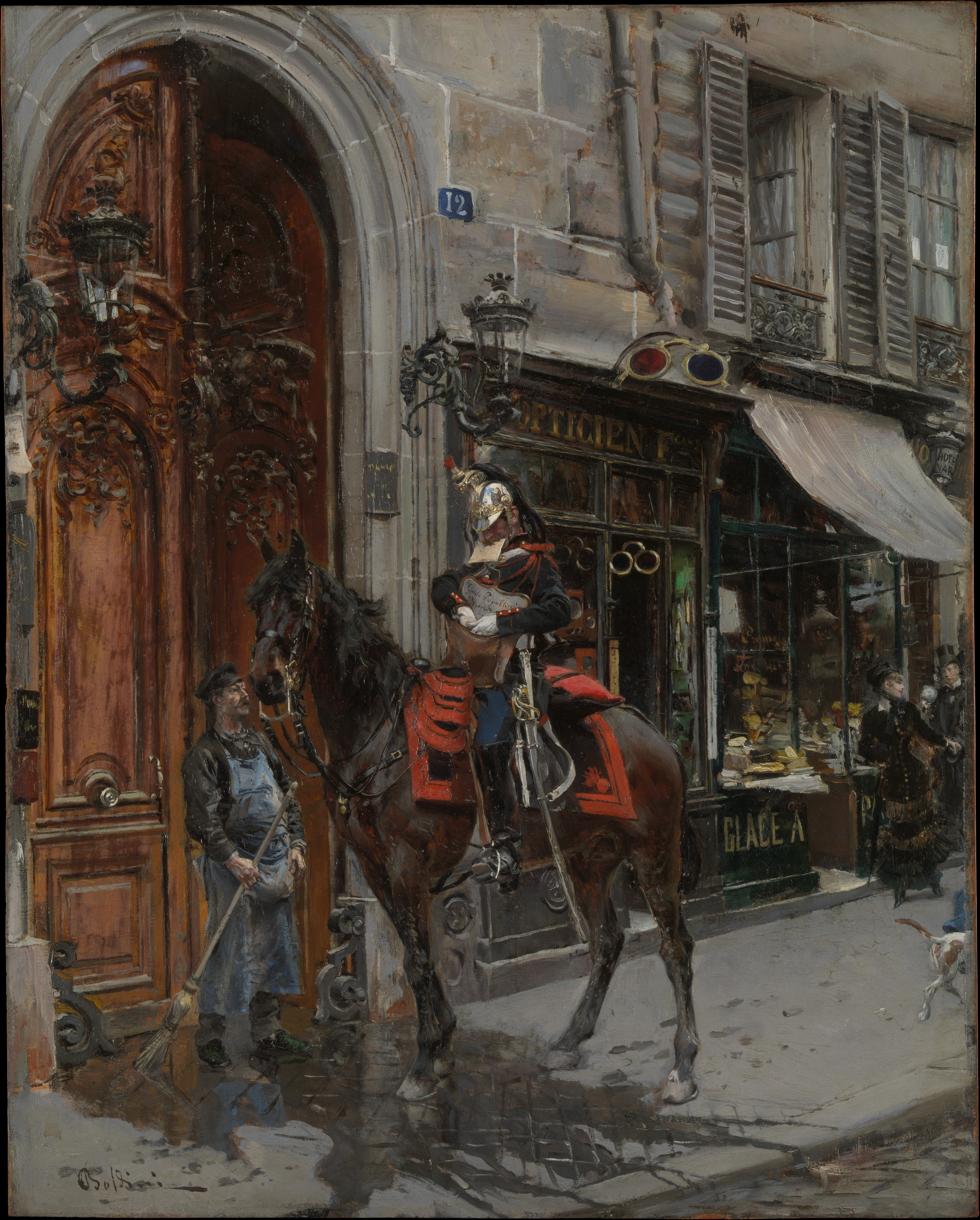
Entrega del despacho, 1879

En 1866 marchó a Nápoles con Banti, a quien retratará en varias ocasiones. En 1867 hace un viaje a Francia, con los Falconer: en Montecarlo pinta el Generale spagnolo ("Una de las mejores cosas de mi juventud", dirá). En París visita la Exposición Universal y conoce a Edgar Degas, Alfred Sisley y Édouard Manet. 
Se establece en Londres en 1870, invitado por William Cornwallis-West, a quien había conocido en Florencia. Este pone a su disposición un estudio en el centro de la ciudad, frecuentado por la alta sociedad, pero a fin de año se encontraba nuevamente en Florencia.

### En París
En octubre de 1871 se establece en forma estable en París, abriendo un estudio en la Avenida Frochol y luego en la Plaza Pigalle, donde vive con la modelo Berthe. Trabaja para el marchante más importante de París, Goupil, para quien trabajaban ya pintores de gran éxito como Mariano Fortuny y Ernest Meissonier, además de los italianos Giuseppe Palizzi y Giuseppe De Nittis. Pinta una serie de cuadros de género al gusto dieciochesco, muy de moda en la época.

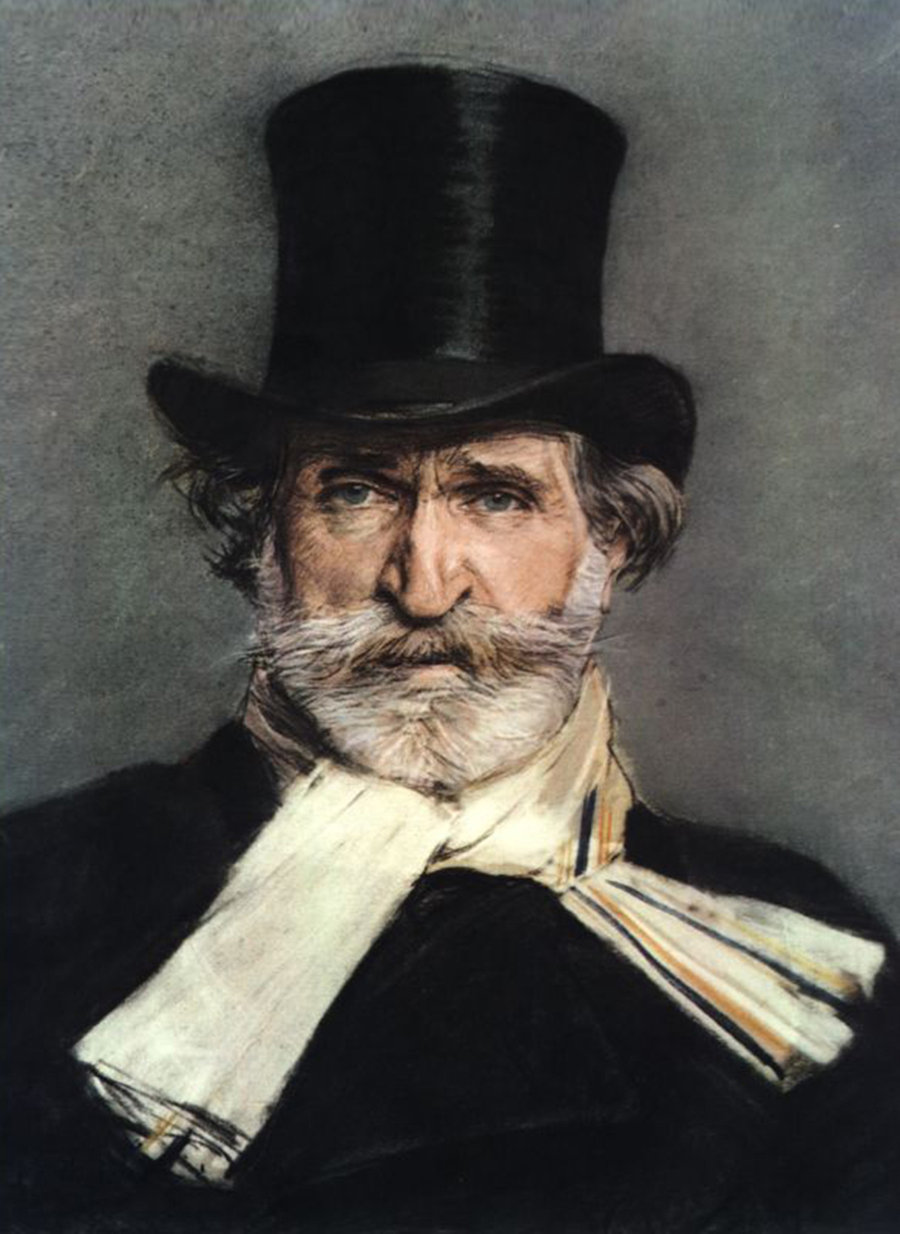
Retrato de Giuseppe Verdi con sombrero de copa, 1886, pastel, Roma, Galleria d'Arte Moderna.

En 1874 expone con éxito en el Salón de París su cuadro Las Lavanderas. Termina su relación amorosa con Berthe e inicia una con la condesa Gabrielle de Rasty, de quien expone un retrato en el Salón de 1875. En mayo retorna brevemente a Ferrara a causa de la muerte de su madre. En 1876 viaja a Alemania, donde conoce y retrata al gran pintor Adolph von Menzel, y a Holanda, donde admiró las obras de Frans Hals.
Por esos años ya estaba muy solicitado por el llamado bel mondo: en 1886 retrata por primera vez a Giuseppe Verdi sobre tela y le regalará el retrato siete años después en Milán, pero no satisfecho con el resultado lo retratará nuevamente utilizando pastel sobre papel, en 5 horas. El pintor guardó este retrato para sí, presentándolo a la Exposición de París de 1889 y en 1897 a la Primera Bienal de Venecia, donándolo finalmente a la Galería de Arte Moderna de Roma en 1918.

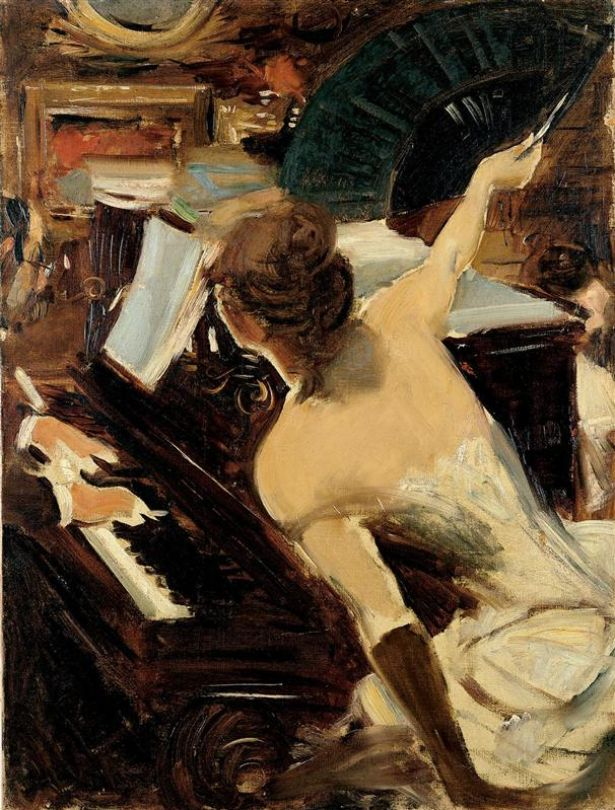
La cantante mundana, 1884.

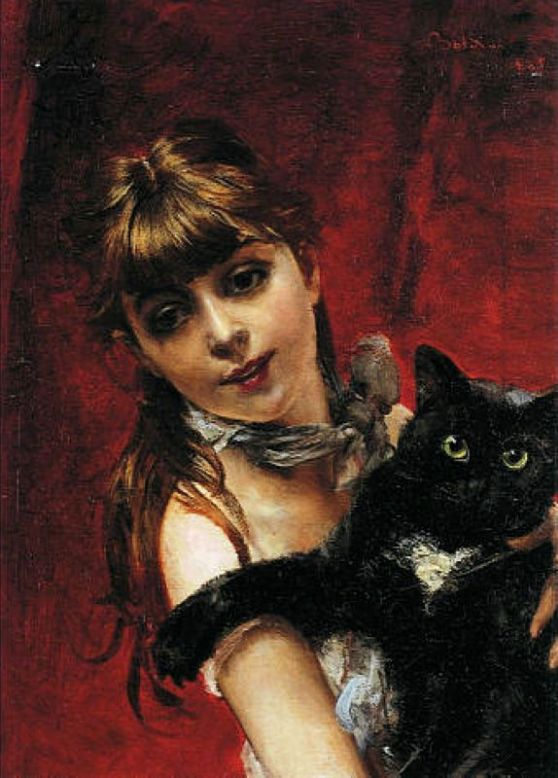
Chica con gato negro, 1885.

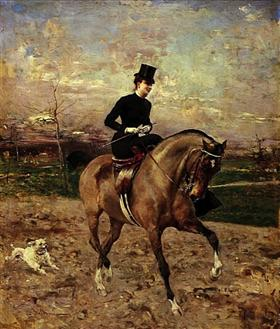
Amazona con perrito.

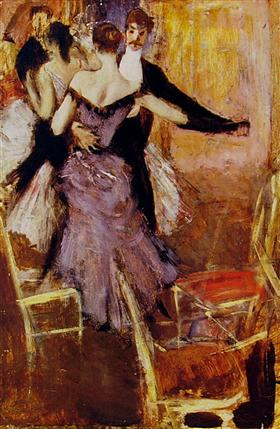
Bailarina de malva.

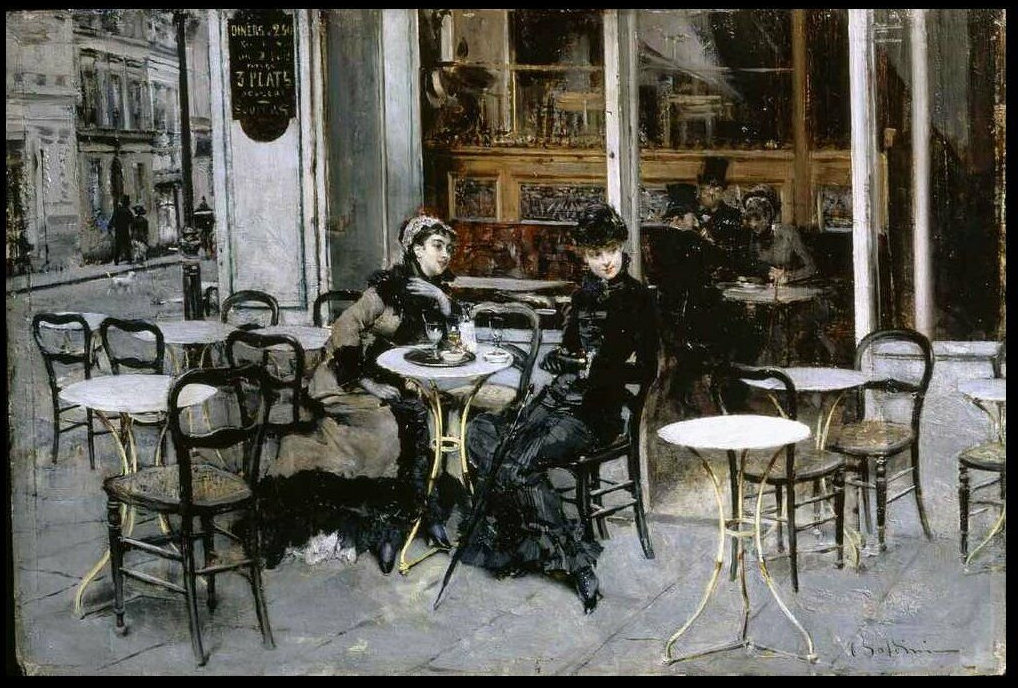
Conversación en el café, 1877-78.

El 5 de febrero de 1887 asiste en el Teatro alla Scala de Milán al estreno del Otello de Verdi, habiendo sido invitado al palco. En 1889 es nombrado "Comisario" de la sección italiana de la Exposición Universal de París, exponiendo tres de sus retratos, uno de los cuales es el famoso Retrato de Emiliana Concha de Ossa, sobrina del embajador chileno ante la Santa Sede, Luis Subercaseaux.
Su decisión de aumentar el tamaño de sus telas se atribuye a la influencia del pintor sueco Anders Zorn, a quien conoce en los años 1890. En 1892 atiende al pedido de la Galería de los Uffizi de un Autorretrato para su famosa colección de este tema, a cambio de un busto berniniano del Cardenal de Medici. Vuelve a París, donde por un año dio clases de pintura a la joven y rica Ruth Sterling. 

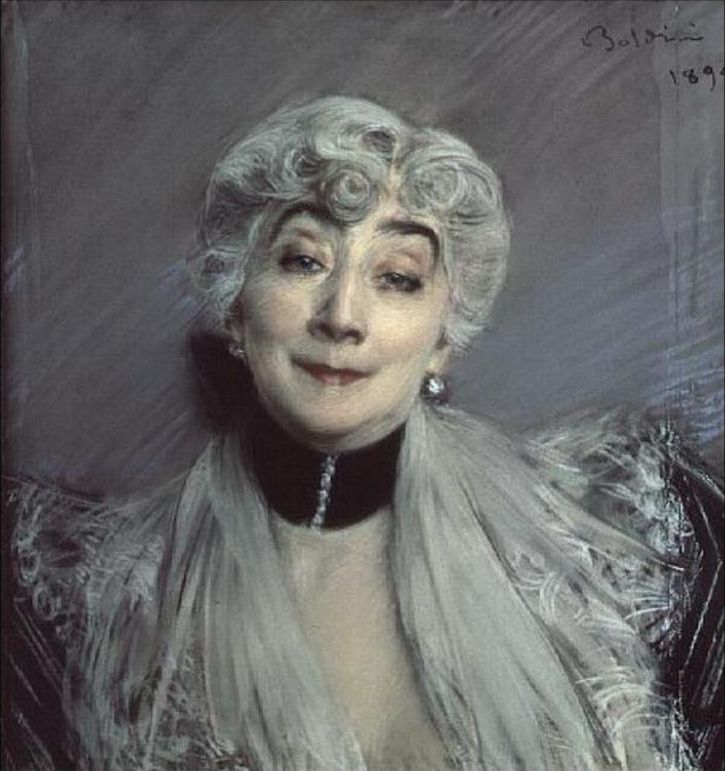
Condesa de Joinville, alias Gyp, 1894.

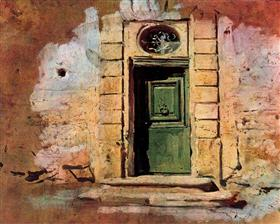
Puerta en Montmartre.

En la primavera de 1900 fue huésped, en Palermo, de la familia Florio, para pintar el retrato de Donna Franca. La pintura no satisfizo a su marido, a causa del amplio escote y de las piernas descubiertas un poco debajo de las rodillas. El retrato fue modificado y vendido después (1928) por el enorme monto de un millón de liras. Posteriormente, el cuadro fue robado por los ocupantes nazis en París, y llevado a Alemania, donde sufrió serios daños que obligaron a cortarle su parte inferior.

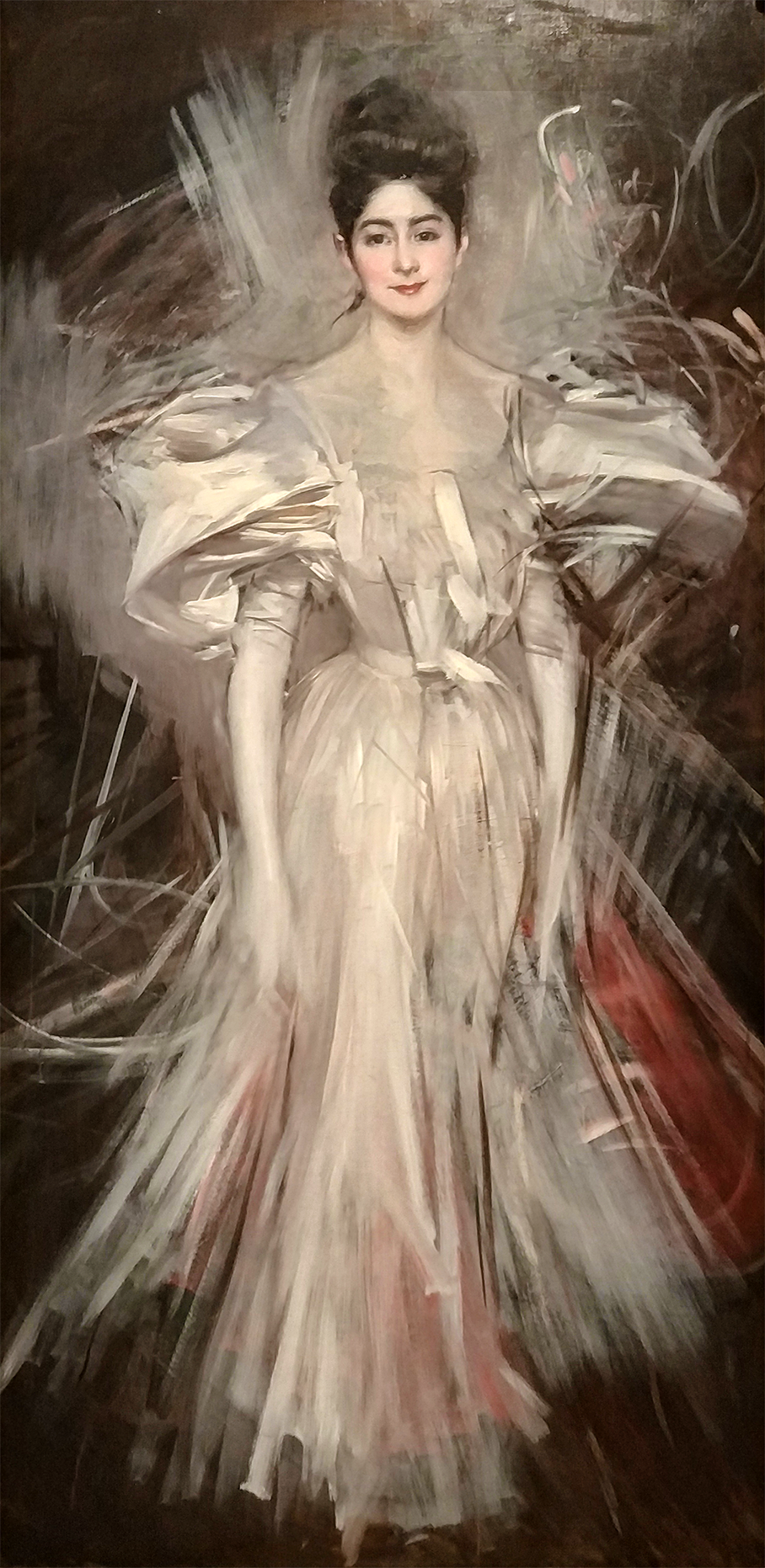
Fuego de artificio, 1890.

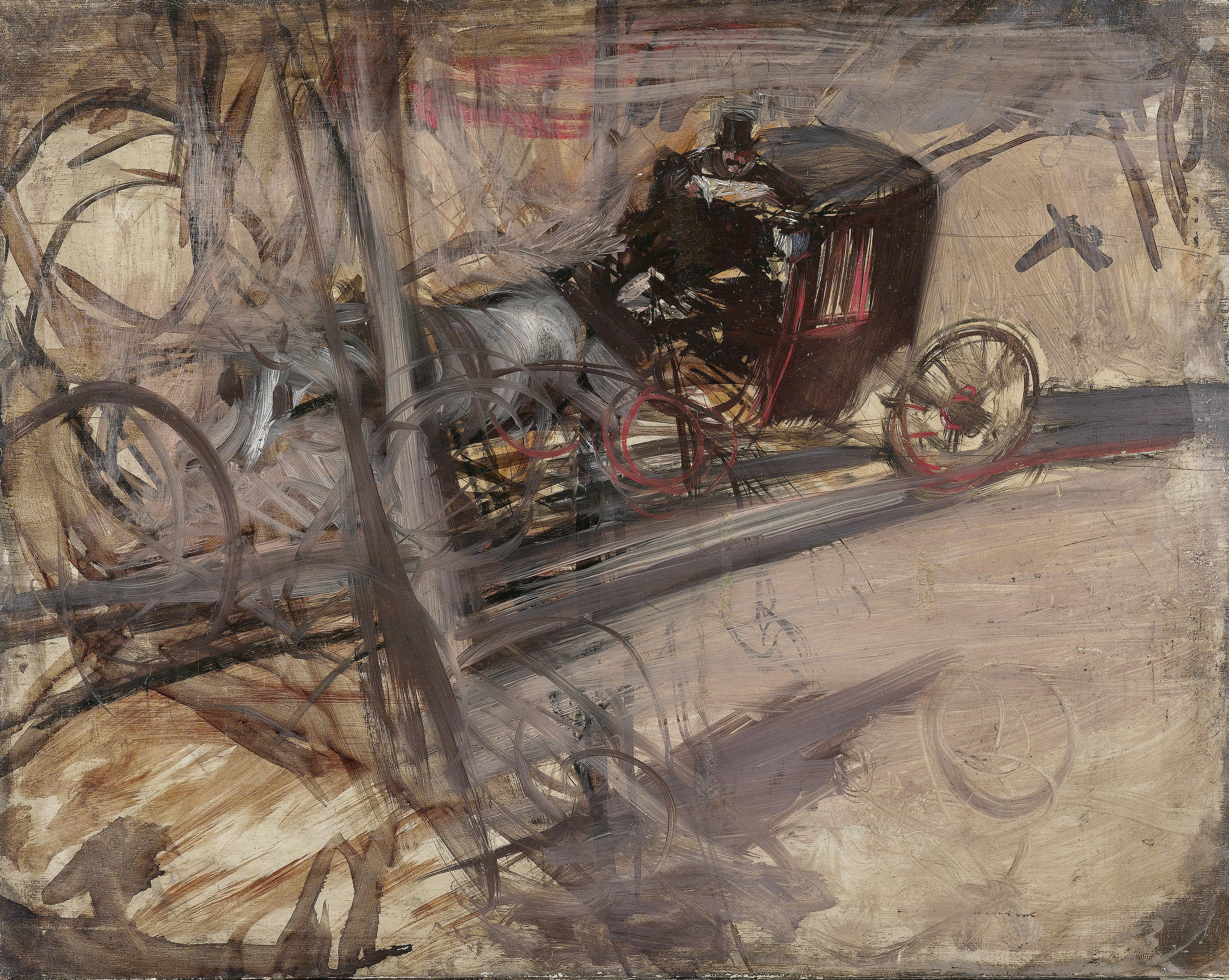
El carruaje, 1905.

En 1904 Boldini pide la mano de Alaide Banti, hija de su amigo pintor Cristiano, pero la boda no se llevó finalmente a cabo, y en París inicia una relación con la señora de Joss de Couchy. 
Con el inicio de la Primera Guerra Mundial, en 1914 se traslada a Niza en compañía de su modelo Lina, hasta 1918. Ya enfermo, con la vista débil, en 1926 conoce a la joven periodista Emilia Cardona, con quien se casa el 29 de octubre de 1929. 
Murió en París, el 11 de enero de 1931. Sus restos descansan junto a los de su familia en el Cimitero Monumentale della Certosa di Ferrara.

## Juicios críticos

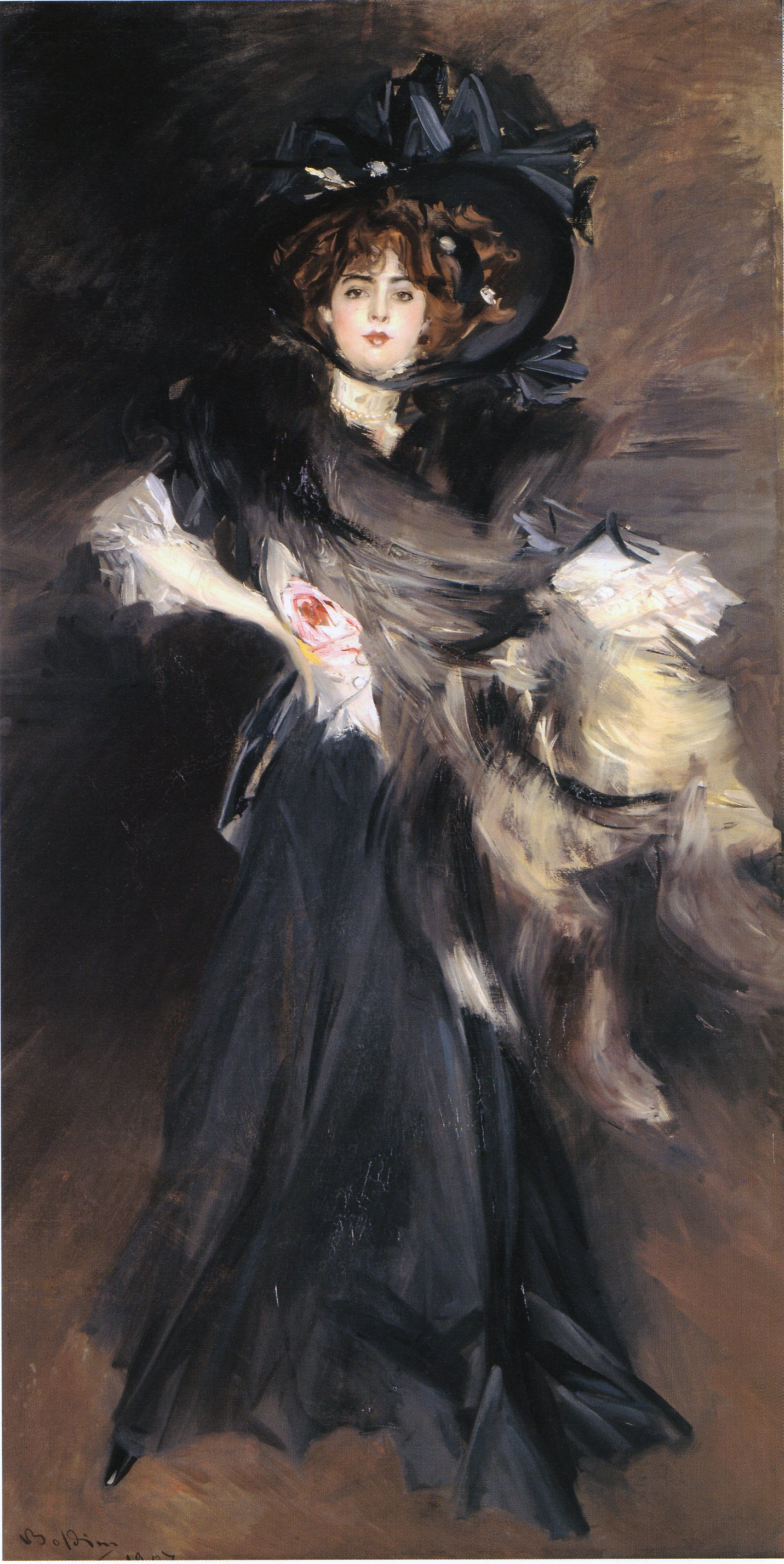
Retrato de M.lle Lanthelme, 1907, óleo sobre tela, Roma, Galleria d'Arte Moderna

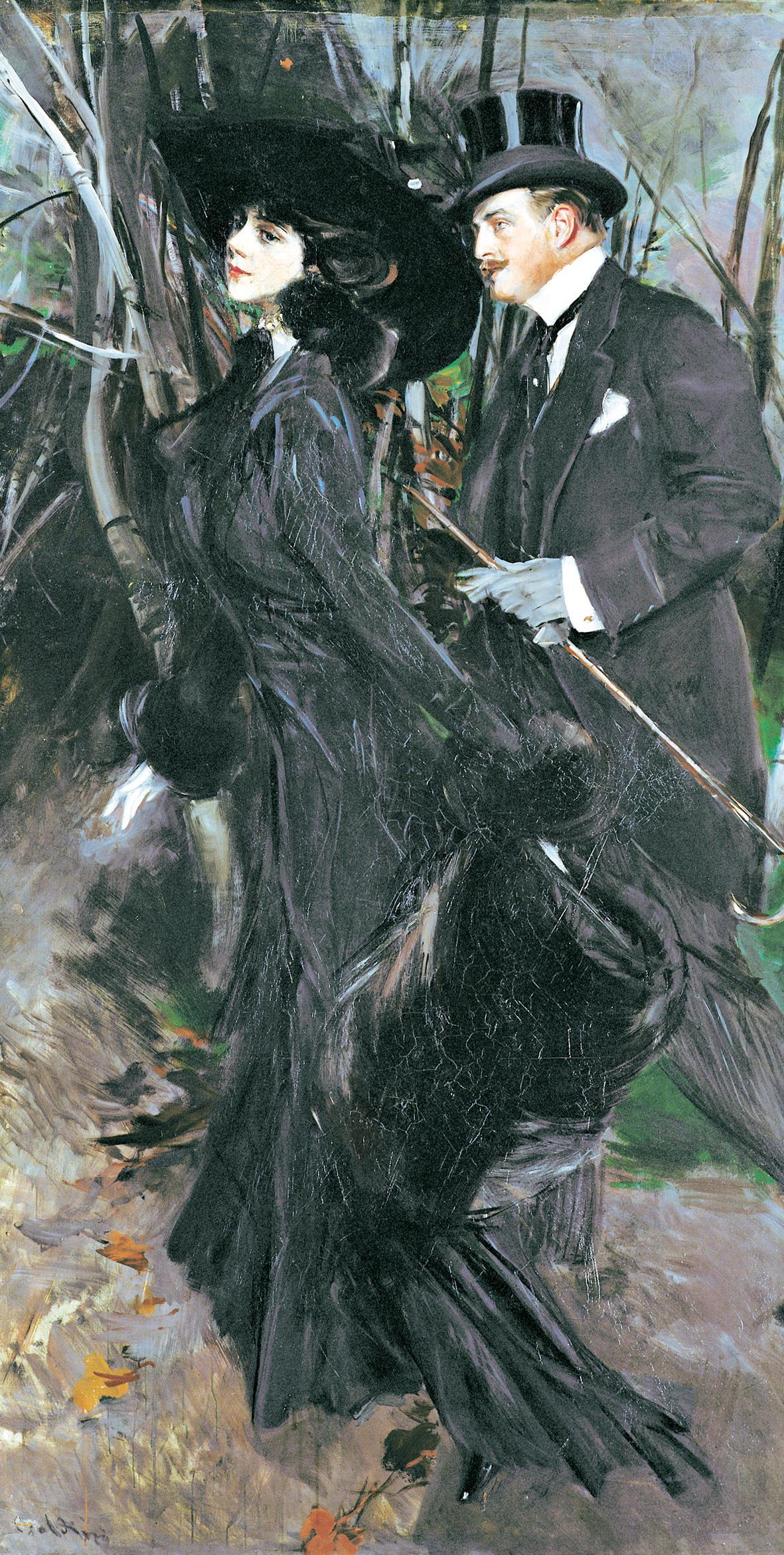
Hacia el Bois de Boulogne, 1909.

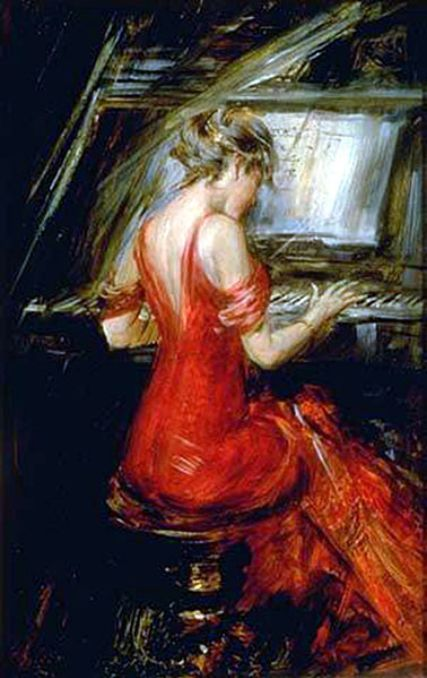
La mujer de rojo.

... Si una cosa los amantes del arte admiran en los retratos del señor Boldini, es la frescura del colorido y precisamente esta frescura es la cualidad que menos apreciamos en este artista. Mientras las pinceladas largas y ligera nos gustan, el color continuamente bello y brillante nos cansa; en la naturaleza, los colores bellos en sí mismos no existen, perro aparecen como tales por su justo contrapeso con los otros, el hacer los colores más bellos que en la naturaleza es falsear y caer en el convencionalismo al mismo tiempo.
Signorini,  1867

Giovanni Boldini encarna el genio vibrante y fácil, la maestría puesta siempre mejor al servicio del placer de los sentidos, el artista de la decadencia extrema, dotado de varias de las cualidades que fueron ignoradas por los maestros italianos de las grandes épocas.
Blanche,   1931

Sus retratos son realizados con una ejecución rápida, suelta, de toques y bravura, que revelan abundancia de dones naturales pero demasiado frecuentemente se desvía hacia un facilismo de mala índole.
Brizio,   1944

Por más que su trabajo se haya hecho superficial y mercantilista, Boldini siempre fue capaz de trasmitir al espectador la alegría que le inspiraban las absurdidades que retrataba. Hasta el más insoportable de sus retratos revela una inmensa diversiòn.
Cecil Beaton, The Glass of Fashion, 1955

Era un artista ultra "chic", en su forma muy particular, especialmente cuando retrataba larguiruchas señoras de la alta sociedad internacional que aparecen pintadas como debajo de un vidrio traslúcido. Experto de ese modo y de la literatura francesa que lo ha representado, interpretaba muy bien a la más alta elegancia femenina en esa época en que estaban incluso demasiado revestidas por los artífices de los sastres y de las modistas, figurativamente plasmadas en poses ambiguas situadas entre las de los salones y del teatro. Pero esos retratos tienen un fuerte poder de encanto: revelan espontáneas y seguras cualidades de pintor...
Berenson,   1958

## Obras

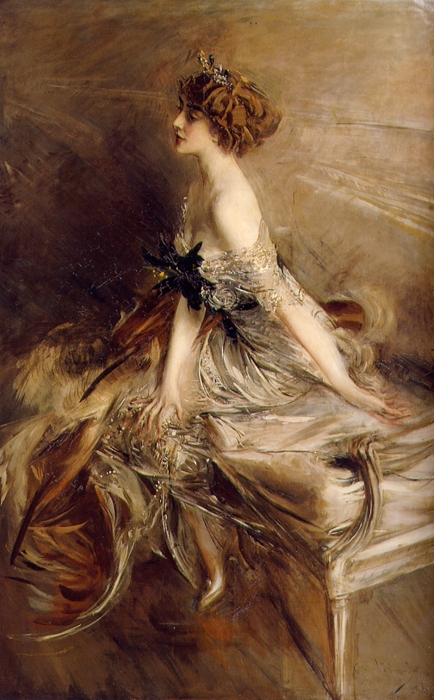
Marthe Bibesco, 1911.

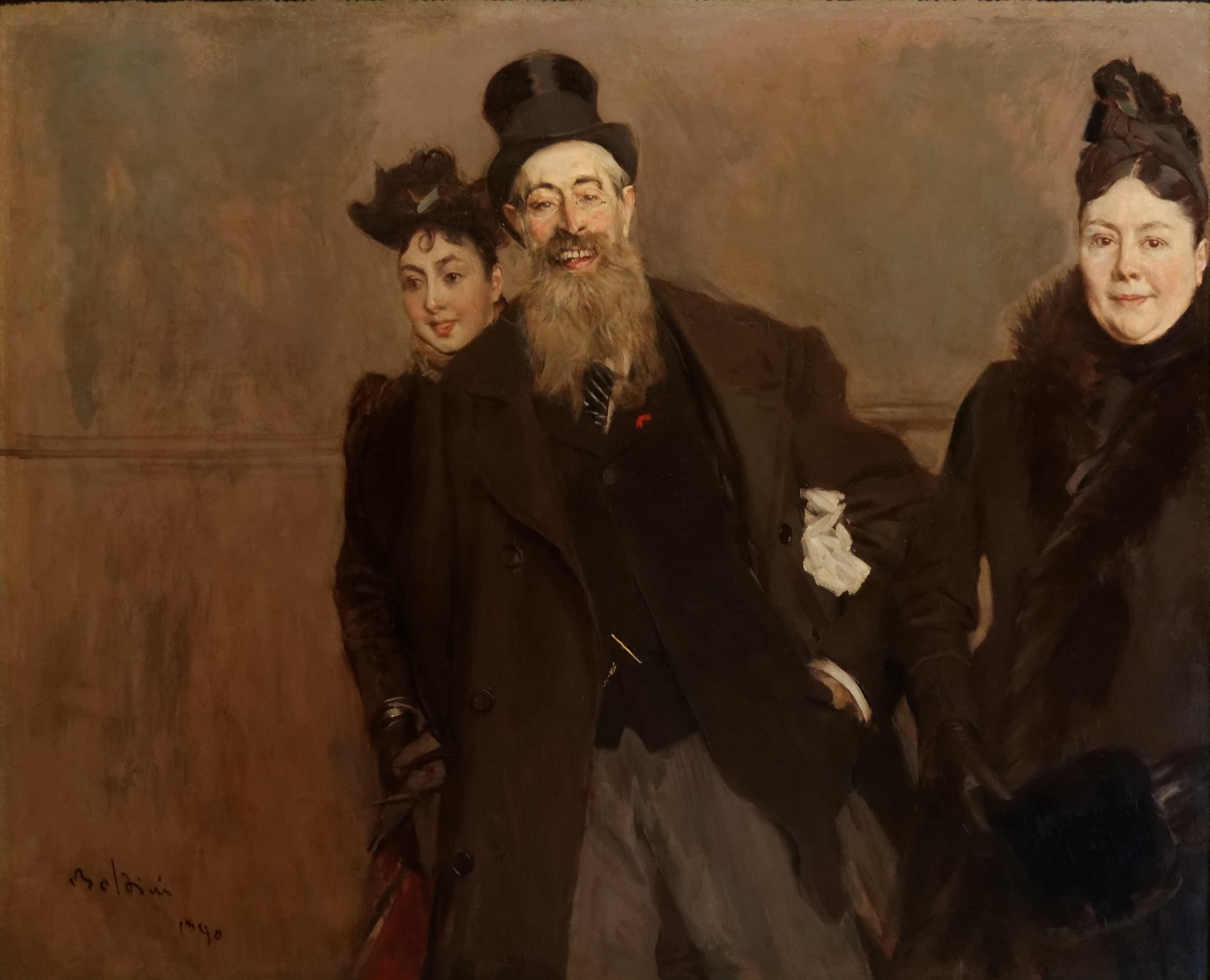
John Lewis Brown con su esposa e hija, 1890.

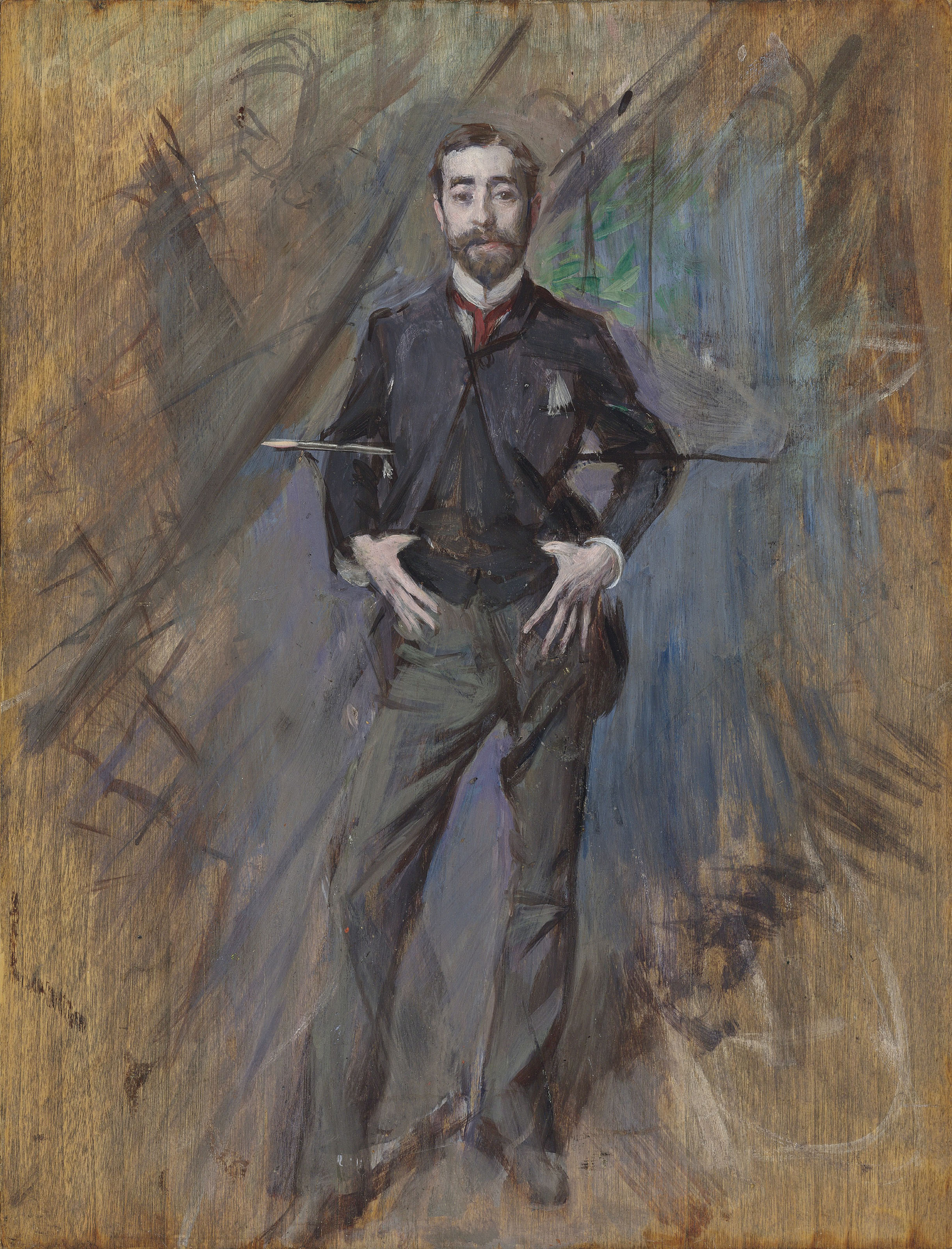
John Singer Sargent, 1890.

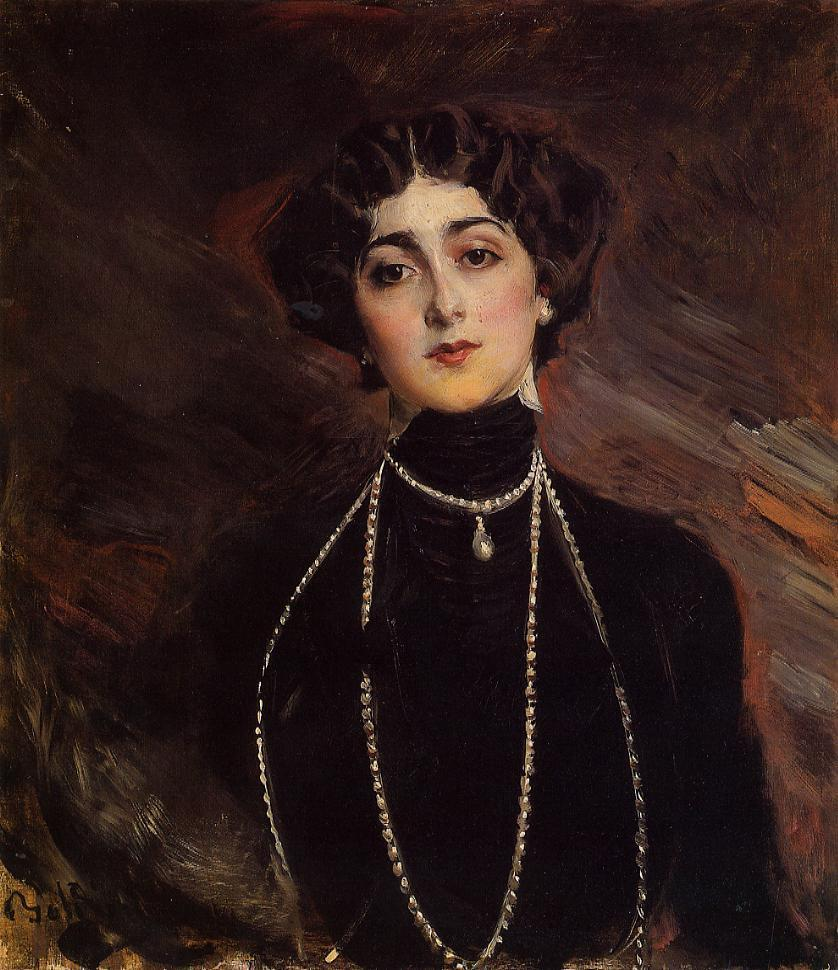
Retrato de Lina Cavalieri, 1901.

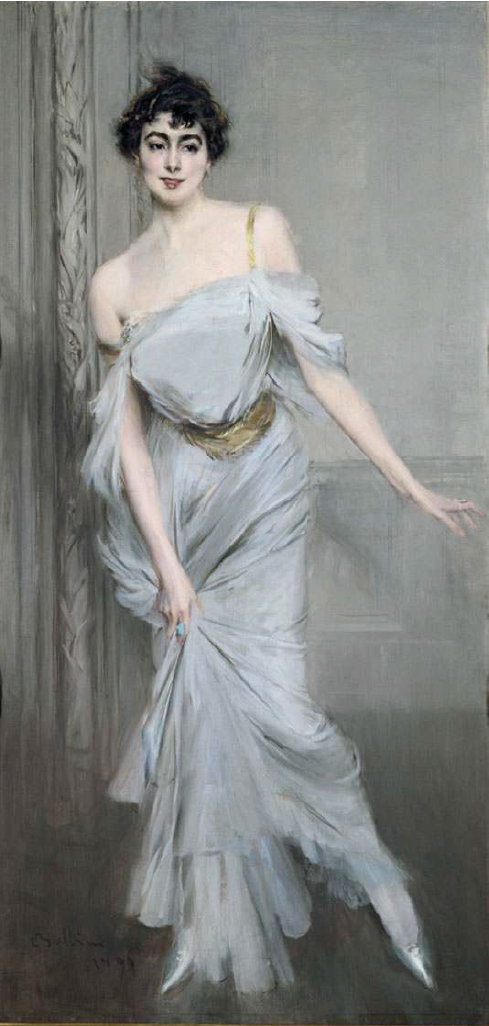
Retrato de Madame Max, 1896; uno de sus retratos más conocidos.

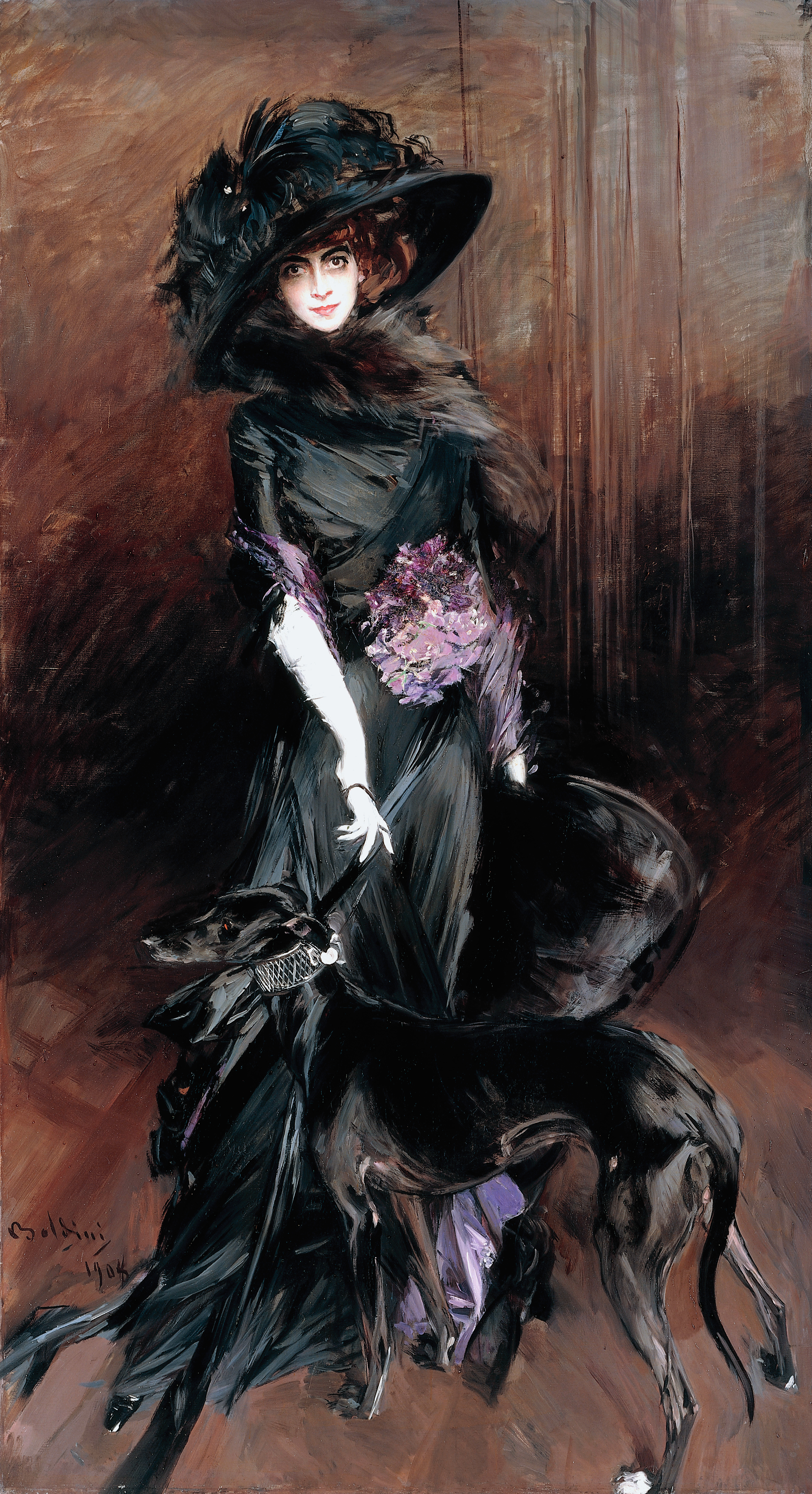
Retrato de la marquesa Luisa Casati con galgo, 1908.

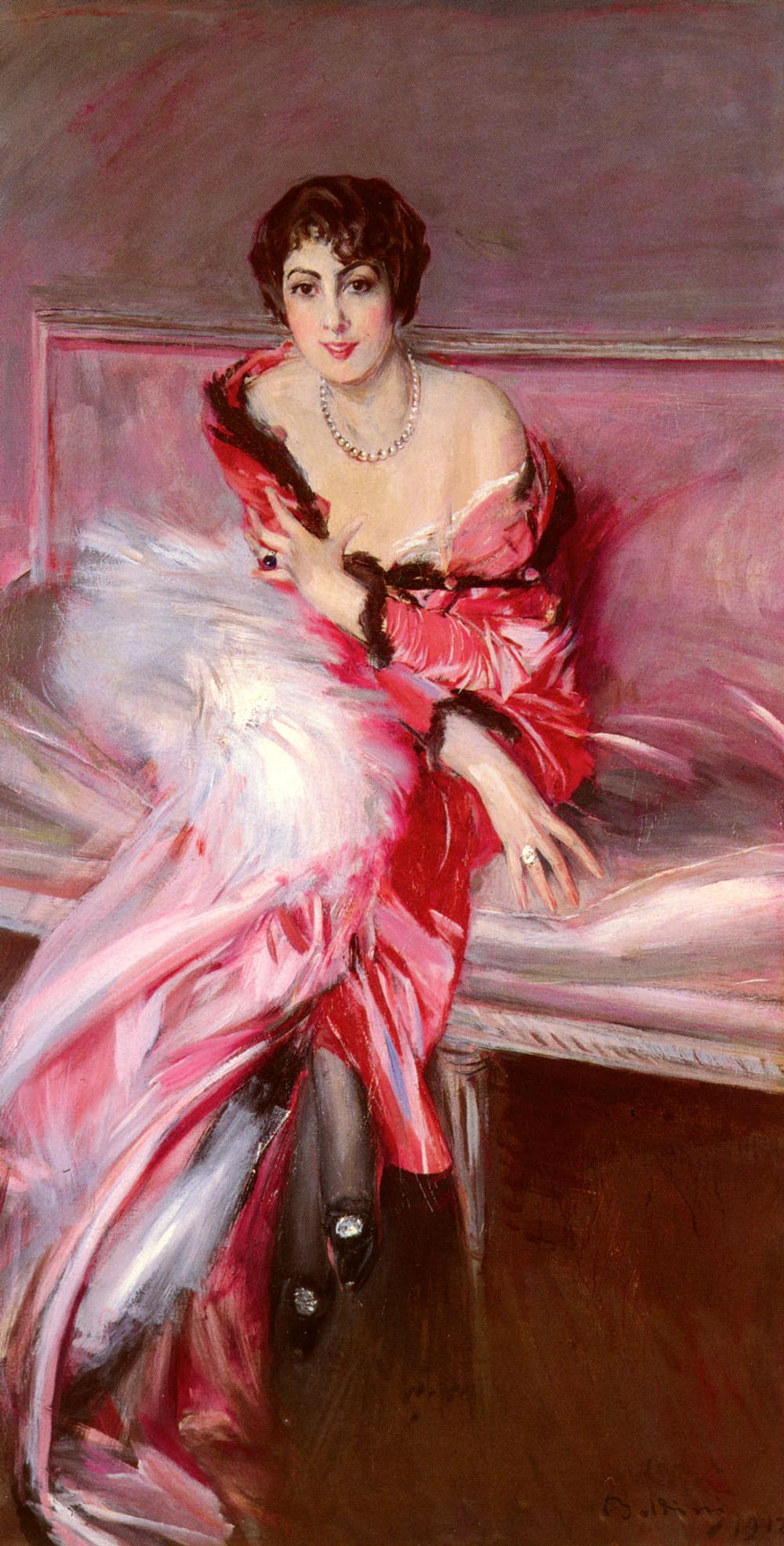
Madame Juillard de rojo, 1912.

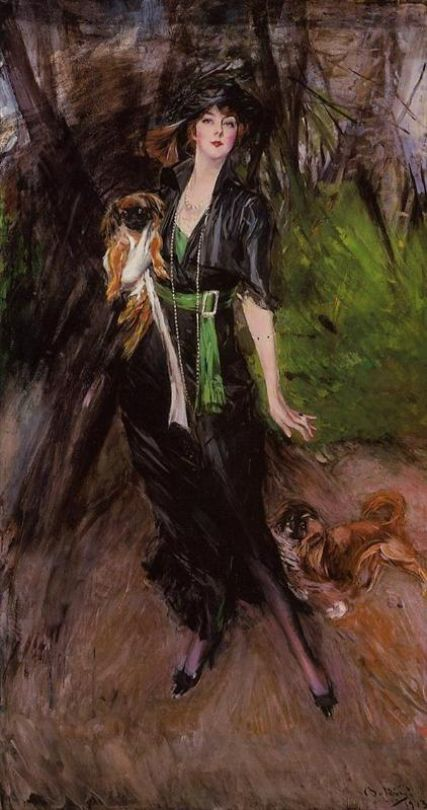
Lina Bilitis con dos pekineses, 1913.

- Autoritratto giovanile - Autorretrato juvenil (1856-1858)
- Lilia Monti (1864-1865)
- Enea Vendeghini (1865 aproximadamente)
- L'amatore delle arti - Amante de las artes (1865-1866)
- Giuseppe Abbati (1865-1867)
- Il pittore Cristiano Banti - El pintor Cristiano Banti (1865-1866)
- Leonetto Banti (1866)
- Alaide Banti (1866)
- Diego Martelli (1867 aproximadamente)
- Il generale Esteban de Saravalle de Assereto - El general Esteban de Saravalle de Assereto (1867)
- Marina a Castiglioncello (tempera sobre muro de la Falconiera) (1868)
- Pagliaio (tempera sobre muro de la Falconiera) (1868)
- Palme e aranci - Palmeras y naranjos (tempera sobre muro de la Falconiera) (1868)
- Contadina che raccoglie biancheria (tempera sobre muro de la Falconiera) (1868)
- Le sorelle Laskaraki (1869)
- Mary Donegani (1869)
- Naufragio nel mare del Nord (1870)
- Periferia parigina (1871-1872)
- In giardino (1872)
- La Senna a Bougival (1873 circa)
- Ragazza in bianco e contadina (1873)
- Strada maestra a Combre-la-Ville (1873)
- Laghetto a Versailles (1873 aproximadamente)
- Place Clichy (1874)
- Le lavandaie (1874)
- Due cavalli bianchi (1874 aproximadamente)
- Uscita da un ballo mascherato a Montmartre (1874-1875)
- Signora con cesto di fiori e cagnolino nei giardini di Versailles (1875)
- Il contino (1876)
- Scena galante nel parco di Versailles (1876)
- Due figure in maschera (dopo il veglione) (1878)
- Berthè che legge la dedica su un ventaglio in piedi nel salotto (1878)
- Casa in costruzione (1880 aproximadamente)
- La contessa Gabrielle de Rasty (giovane bruna a letto) (1880)
- Place Pigalle con due cavalli bianchi (1882)
- Il maestro Muzio sul podio (1882)
- Notturno a Montmartre (1883 circa)
- Giuseppe Verdi in cilindro (1886)
- Carro alla porta d'Asnières (1886-1887)
- Giuseppe Verdi in cilindro (1886)
- Pastello bianco (Emiliana Concha de Ossa) (1888)
- Signora nello studio dinanzi al Pastello bianco (1888)
- La cornice dorata (1889 aproximadamente)
- Signora bionda in abito da sera (1889)
- La contessa de Leusse (1889)
- Mercato delle erbe a Verona (1890)
- Lady Colin Campbell (1894 circa)
- Interno con signore seduto di schiena (1895)
- Nudo di schiena (1895)
- Madame Charles Max (1896)
- Madame Veil-Picard
- Un angolo della mensa del pittore - Un ángulo del comedor del pintor (1897)
- Robert de Montesquiou (1897)
- Venezia (1897)
- Gertrude Elizabeth, Lady Colin Campbell (1897)
- Ritorno dei dragoni in caserma - Retorno de los dragones al cuartel (1898)
- Il busto del Cardinale del Bernini nello studio del pittore - Busto del Cardenal de Bernini en el estudio del pintor (1899)
- Ballo alla "colonnade" di Versailles - Baile en el àtrio de Versalles (1900 aproximadamente)
- Cléo de Mérode (1901)
- Miss Bell (1903)
- Signora seduta su un divano con cappello e ombrellino (L'americana) Señora sentada en un sillón con sombrero y sombrilla (La americana) (1903-1904)
- Madame Marthe Régnier (1905)
- Madame de Joss (Donna di fronte al fuoco) - Señora de Joss (Mujer frente al fuego)(1905 aproximadamente)
- La contessa Zichy (1905)
- Rose in un vaso di Sassonia - Rosas en un florero de Sassonia (1906)
- Mademoiselle Lanthelme (1907)
- La marchesa Luisa Casati con un levriero - La marques Luisa Casati con un lavrador (1908)
- Madame Doyen (1910)
- La signora Lyding (1911)
- Mademoiselle Gillespie (1912)
- La passeggiata nel parco - El paseo en el parque (?)

## Descubrimiento
Un retrato de Boldini de su ex musa Marthe de Florian, una actriz francesa, fue descubierto en un apartamento en París a finales de 2010, escondido de la vista, ya que el mismo no fue visitado durante 70 años.
El retrato nunca había sido incluido en su listado de obras, exhibido o publicado, y el piso pertenecía a la nieta de Florian, quien se fue a vivir al sur de Francia antes de la Segunda Guerra Mundial y nunca más regresó, aunque siguió pagando la renta del departamento durante 70 años.
Una nota de amor y una referencia biográfica a la obra pintada en 1898, cuando la actriz tenía 24 años, consolidó su autenticidad. En la subasta de la pintura se vendió por € 2,1 millones, un récord para el artista.

## Muestra
- Boldini Mon Amour, muestra dedicada a Giovanni Boldini, en las salas del "Polo Espositivo ex-Terme Tamerici", en Montecatini Terme. Fecha: del 18/9 al 30/12/2008. (enlace roto disponible en Internet Archive; véase el historial, la primera versión y la última).